# 浮罗山背
浮罗山背（閩南語简称“浮罗”）是马来西亚槟城州西南县县城，三面被连绵的山脉环绕着，另一面对着马六甲海峡。浮罗山背的东边则为乔治市的垄尾区以及峇六拜的湖内区。浮罗山背于1794年由英国东印度公司创立，是一座于农业为主的城镇。直至今天浮罗山背仍以农业为当地经济的主要来源，并为槟城名产如肉豆蔻、榴梿和丁香的种植地，而这些种植园也被开发成旅游景点供游客体验农村生活。
和东岸的乔治市相比，位于中央山脉以西的浮罗山背因须经过槟岛中央的山脉，造成当地发展趋向于缓慢，显得非常宁静，然而随着槟城的急速城市化使得当地也在近年来开始迎来一系列的住宅区发展。

## 地名
浮罗山背的地名在马来语的意思是山的另一边。18世纪时，由于暹羅攻打吉打導致的社会动乱，许多人纷纷逃難到檳島中央山脉西边的浮罗山背躲藏，據説當時的他們會以“lari ke sebalik pulau”（逃到岛的另一边）表示，久之此地因而得名。

## 历史

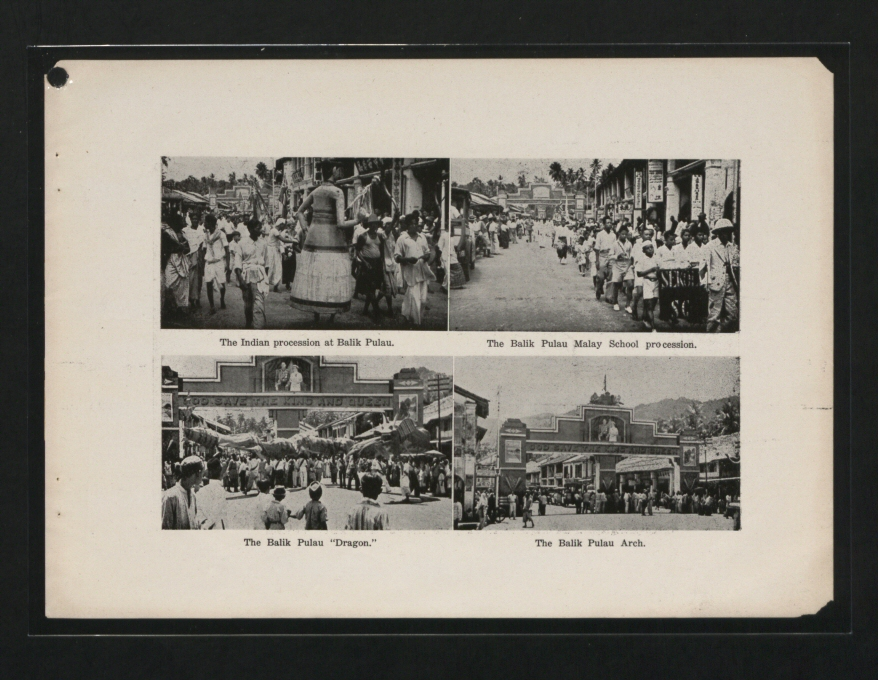
多幅描绘浮罗山背于20世纪30年代各种文化的游行

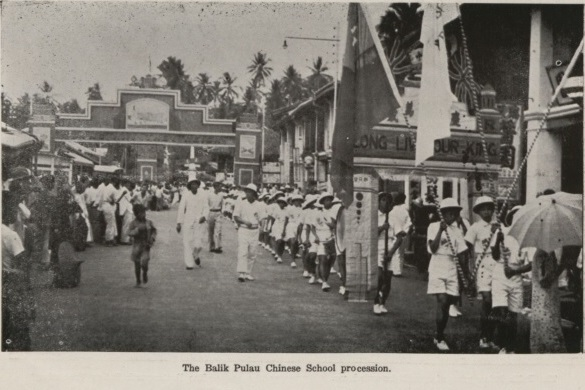
1937年浮罗山背的一所华文学校

18世紀中後期，由於暹羅大城、吞武裏和拉達那哥欣時期頻頻與緬甸發生戰爭，殃及泰南乃至暹羅屬國吉打，社會動亂。来自普吉岛的华人，以及住在泰南北大年、也拉和沙敦的马来人紛紛往南迁移，来到了吉打。其中大约70名逃亡者通过陆路和海路逃向當時尚屬於吉打的槟岛峇六拜和被高山隔絕的浮罗山背。这些逃亡者在之后开发小农庄，并栽种稻米、椰子、水果和咖啡等农作物。
1786年，英國殖民官萊特以每年6,000本洋的價格購下檳島。1794年，英国东印度公司在浮罗山背正式开拓丁香和豆寇种植园，圖将其发展成东南亚的香料中心，以打破荷蘭对香料贸易的垄断。另一方面，华裔商人则开发了橡胶和椰子農园。1800年代后期，浮罗山背成为了一个欣欣向荣的农业中心，吸引许多人移民至此做劳工。
傳統上，乡镇中心被当地人称为“公司”（Pekan Kongsi，閩南語：kong-si ），这可能是指早期橡胶和椰子园员工建立起来的木制长屋。而两条在“公司”交汇的马路，把周围农场和村庄的居民引进乡镇中心，这两条道路目前满是繁忙的店屋，其中部分是由富有的种植园主所建立的。在这之后“公司”持续发展，并设有银行、学校、商店以及喷泉等。
步入21世纪，浮罗山背和乔治市相比并没有多大的发展，也因农业非槟城主要的经济来源，浮罗山背镇成为槟岛唯一一个还有稻田的地方。同时，浮罗山背也在近年来迎来许多新型住宅区发展，而国际学校和霸级市场也将陆续在此开业。

## 地理
浮罗山背临海地势平坦，其中有一条“公司河”流经平地，这些平地适合用来种植稻田，而背后的山坡上又有许多茂盛的果园，为当地的经济支柱之于，这些绿地也扮演岛内绿肺的角色。
浮罗山背华人主要聚居的地区有“浮罗八区”之称，分别为市中心（Pekan Kongsi）、浮罗文丁（Kmpg. Genting）、本落乌卑（Pondok Upeh）、浮罗双溪槟榔（Pulau Sg. Pinang）、浮罗勿洞港口（Pulau Betung）、双溪槟榔港口（Kuala Sg. Pinang）和班台亚齐港口（Pantai Acheh）。其中一半位于内陆，另一半是传统华人渔村，当中浮罗勿洞是少有的客家渔村，其他都是闽南人渔村。

## 政府

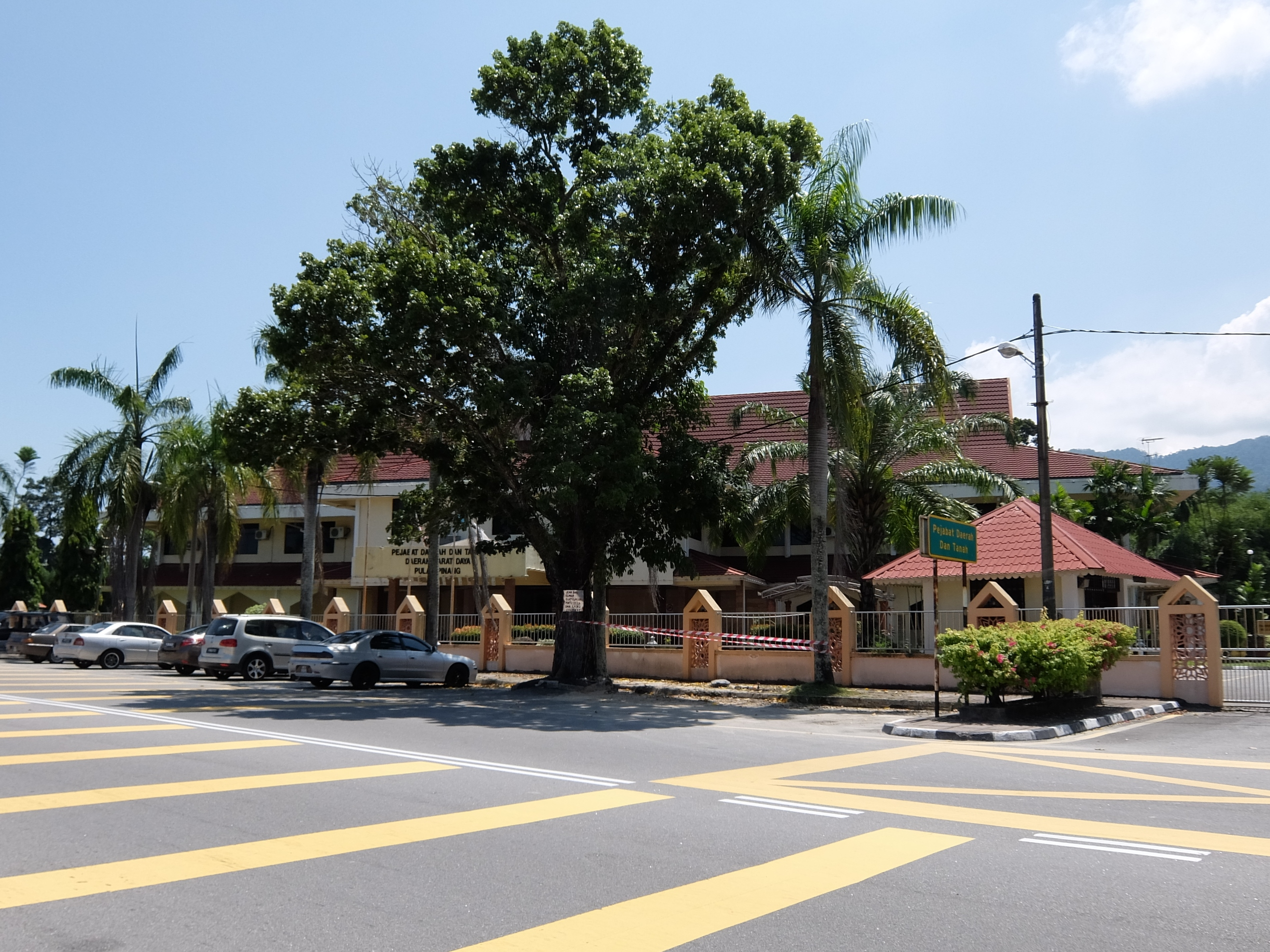
位于浮罗山背的西南县县署和土地局

浮罗山背是西南县的县府，而县内的政府机构如县署、推事法庭皆坐落于此，而浮罗山背和其他槟岛岛内地区一样皆隶属于槟岛市政厅。

## 人口
浮罗山背由数个巫金（区级行政区）组成，其中有峇眼亚依淡、知知特朗、公司、甘榜巴也、双溪武隆、浮罗勿洞、文丁平地、峇都依淡、浮罗山和彭落乌卑。
下列数据以2010年马来西亚人口普查为准。
| 2010年浮罗山背族群比例 | 2010年浮罗山背族群比例 | 2010年浮罗山背族群比例 | 2010年浮罗山背族群比例 | 2010年浮罗山背族群比例 |
| ---------------------- | ---------------------- | ---------------------- | ---------------------- | ---------------------- |
| 族群 / 国籍            | 族群 / 国籍            |                        | 百分比                 | 百分比                 |
| 马来人                 | 马来人                 |                        | 71.54%                 | 71.54%                 |
| 其它土著               | 其它土著               |                        | 0.48%                  | 0.48%                  |
| 华人                   | 华人                   |                        | 23.04%                 | 23.04%                 |
| 印度人                 | 印度人                 |                        | 3.2%                   | 3.2%                   |
| 其他                   | 其他                   |                        | 0.34%                  | 0.34%                  |
| 非马来西亚公民         | 非马来西亚公民         |                        | 1.4%                   | 1.4%                   |

| 族群               | 2010  | 2010    |
| 族群               | 人口  | 百分比  |
| ------------------ | ----- | ------- |
| 马来人             | 16854 | 71.54%  |
| 其他土著           | 113   | 0.48%   |
| 华人               | 5428  | 23.04%  |
| 印度人             | 754   | 3.2%    |
| 其他               | 80    | 0.34%   |
| 马来西亚公民总数   | 23229 | 98.6%   |
| 非马来西亚公民总数 | 330   | 1.4%    |
| 总数               | 23559 | 100.00% |

## 交通

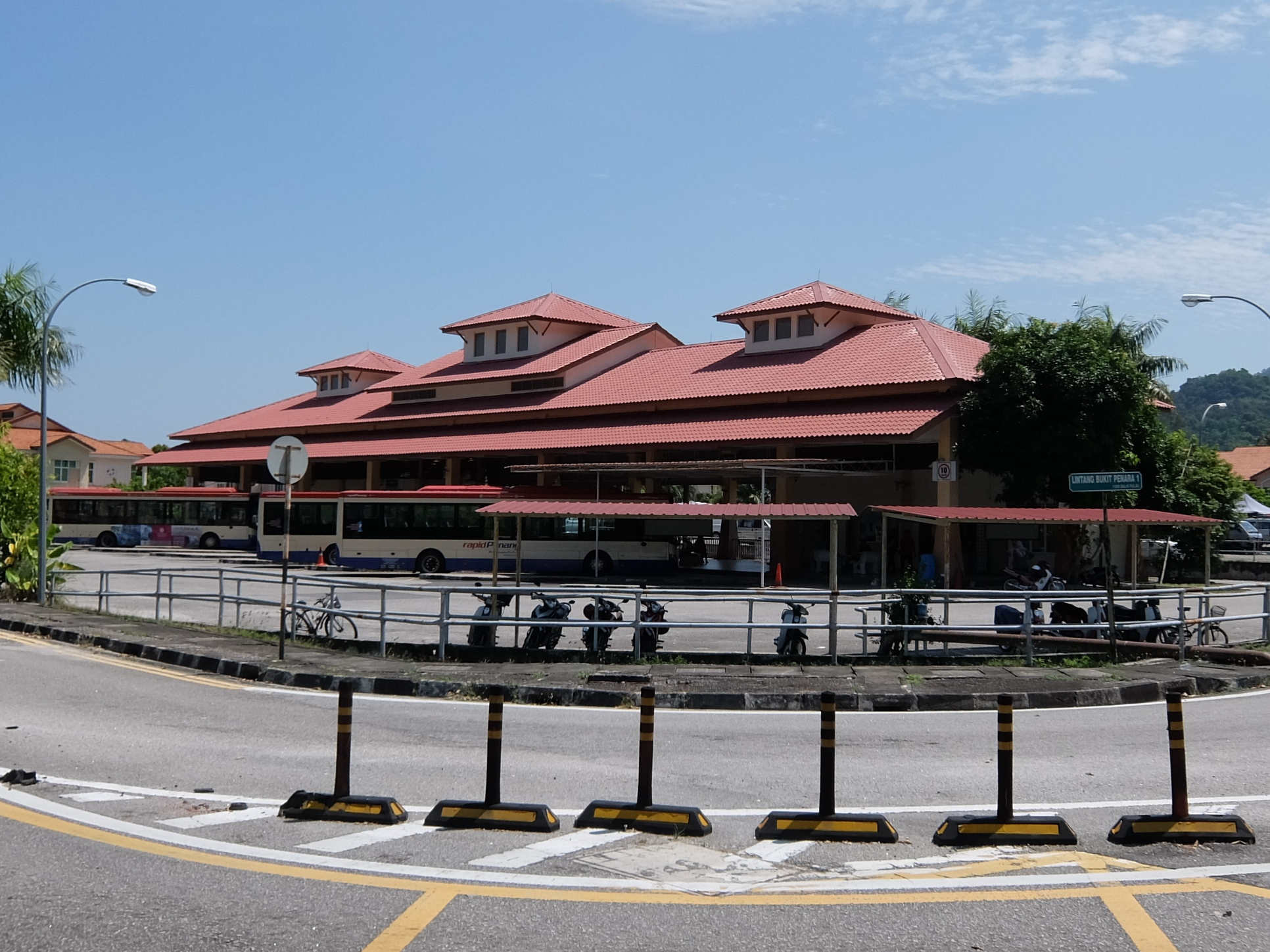
浮罗山背巴士总站

浮罗山背共有三条主要道路，其中沿浮罗山背路直走可达槟岛西南端的美湖，往北则可到达班台亚齐；沿双溪槟榔路路直走可通槟岛西北端的直落巴巷。这两条路也是联邦6号公路的一部分，呈环状并衔接岛内其他地方。敦沙顿路（浮罗新路）则为横跨中央山脉的主干道路，并在之后分成两条道路，分别通往垄尾和武吉占姆。
此外，槟城快捷通也在浮罗山背提供公共巴士服务。其中通往这里的巴士路线有401、401E、403、404、501以及502号，可通往槟岛的其他地点如乔治市市中心、槟城国际机场、皇后湾广场、峇央峇鲁、直落巴巷等。此外，浮罗山背也在2018年4月20日迎来免费巴士服务，是槟城州内继亚依淡和大山脚市区之后第三个推行免费巴士服务的城镇，并将途经本落乌卑和文丁。

## 教育
浮罗山背区内共有17间小学、4间中学、一间宗教中学、一间玛拉理科初级学院（MRSM）、一间技职学院和一间名为威尔士亲王岛的国际学校。位于市区的圣心国民型华文中学自1956年创立，是浮罗山背（也曾是西南县）内唯一的国民型华文中学。

## 保健
位于市中心的浮罗山背医院是一所公立医院，由马来西亚卫生部运营，也是槟城州内6间公立医院之一。该医院内设有71张病床，并提供血液透析、急诊和传染病控制服务等。

## 旅游景点

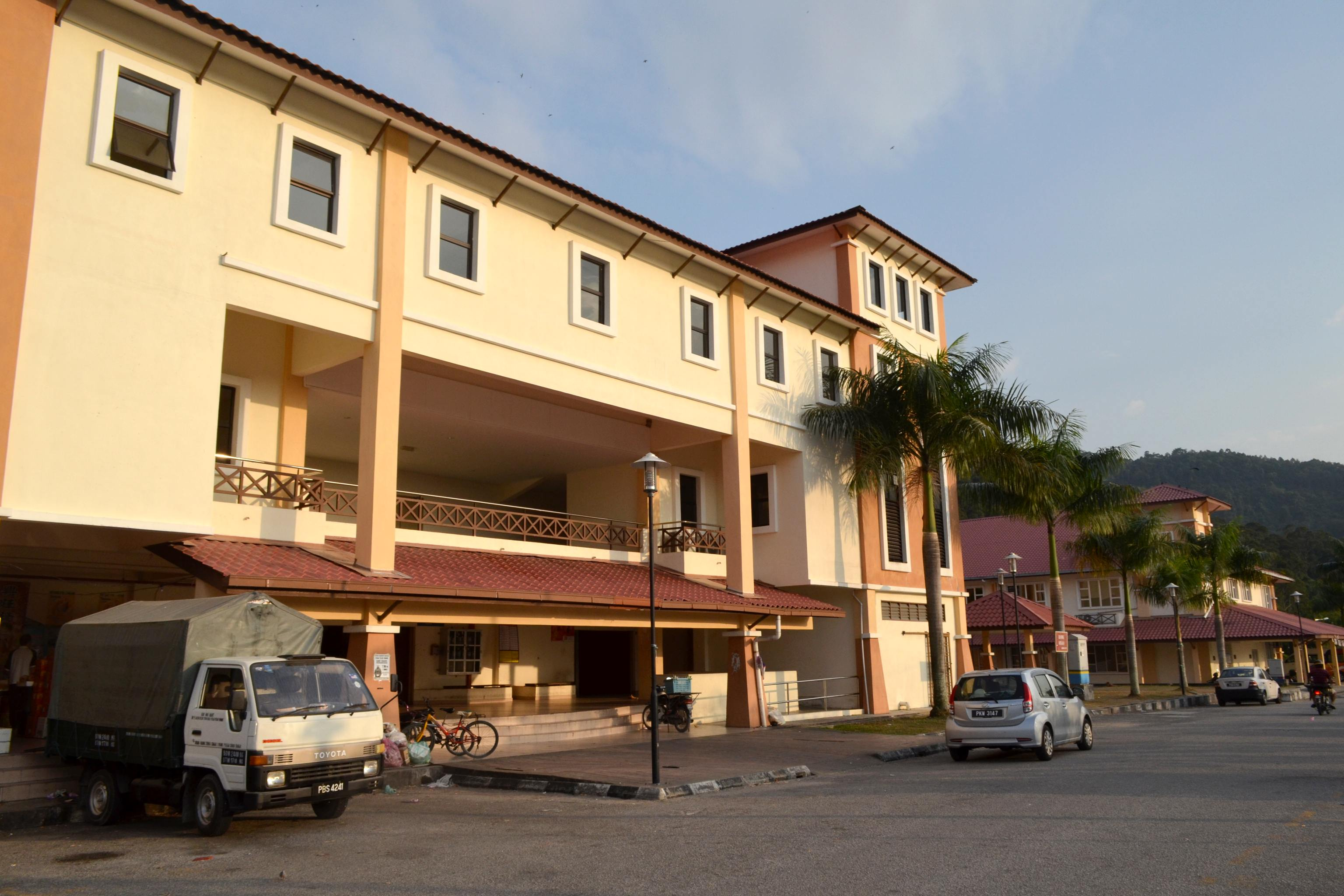
浮罗山背巴刹

浮罗山背的旅游景点主要为镇内的经济来源农业，其中豆蔻、榴梿和丁香是当地名产。近年来浮罗山背出现了许多农业和生态旅游景点，吸引外州或外国的游客体验农村生活。浮罗山背也出产许多榴梿，并在每年5至8月收成。浮罗山背的豆蔻农场和商店提供以豆蔻制成的产品，其中包括豆蔻汁
除了农业，浮罗山背也有许多人文景点。其中位于浮罗山背双溪槟榔附近大路旁的客家村，占地约20依格，耗资逾2千万令吉，是中国海外的第一个客家村，可分为客家山寨和分寨两个区域。区内拥有综合性的齐全设备，包括圆形土楼酒店、出租别墅、脚车道、各民族文物馆、客家文化基地、客家美食馆、土产销售中心、精品店及旅游产品等。
浮罗山背市中心有座公鸡方向针的喷泉兼小交通圈，是浮罗山背的地标。这个交通圈是于1882年由甲必丹辜礼欢的曾孙富商辜尚达所建造，象征浮罗山背的发展欣欣向荣。据悉，该喷泉掌控着浮罗山背的兴衰，喷泉底下两侧的狮口所喷出的泉水，象征着当地的繁荣兴旺，将之移除会给带来霉运，并在当时供马车的马儿停歇饮水，后来喷泉因缺乏维修不再涌出泉水，如今是浮罗山背的主要历史遗迹和地标
浮罗山背有一间由客家人于1854年建立的耶稣圣名堂。它是马来西亚历史上第一间以客家话进行主日弥撒的天主教堂，也是浮罗山背的首间天主教堂。初期只是一座用木材和亚答叶建造的一个教堂，后来利用花岗石重新翻新才有现在坚固雄伟的面貌。
浮罗山背大街旁也有5幅壁画，由外国艺术家绘画。